# Garden State Bowl
Le Garden State Bowl était un match annuel d'après saison régulière de football américain et de niveau universitaire.
Il s'est disputé de 1978 à 1981 au Giants Stadium de East Rutherford dans le New Jersey.
Les très mauvaises conditions météorologiques (gel) et le manque d'assise locale au niveau des équipes universitaires participant au bowl, conduiront à sa disparition.
Il sera remplacé par le Kickoff Classic.

## Palmarès
| Dates            | Vainqueurs                    | Perdants                   | Assistances | Conférences   |
| ---------------- | ----------------------------- | -------------------------- | ----------- | ------------- |
| 16 décembre 1978 | Sun Devils d'Arizona State 34 | Rutgers Scarlet Knights 18 | 33.402      | Pac-10 - Ind  |
| 15 décembre 1979 | Temple Owls 28                | California Golden Bears 17 | 55.493      | Ind - Pac-10  |
| 14 décembre 1980 | Houston Cougars 35            | Midshipmen de la Navy 0    | 41.417      | SWC - Ind     |
| 13 décembre 1981 | Tennessee Volunteers 28       | Wisconsin Badgers 21       | 38.782      | SEC - Big Ten |

## Résumés des matchs

### 1978
Le Garden State Bowl de 1978 se joue le 16 décembre. Il met en présence les équipes de Rutgers Scarlet Knights qui jouent en NCAA comme équipe indépendante sous la conduite du Head coach Frank R. Burns (bilan de 9 victoires pour 2 défaite en saison régulière), et Arizona State Sun Devils, jouant dans la Pacific-10 Conference sous la conduite Head coach Frank Kush (bilan de 8 victoires pour 3 défaites en saison régulière). Bien qu'initialement menés, Arizona State fini par renverser la situation en seconde mi-temps pour gagner le match 34 à 18.
| 1978 Garden State Bowl                             |    |    |   |   |       |
| Lieu : Giants Stadium, East Rutherford, New Jersey |    |    |   |   |       |
| Date : 15 décembre 1978                            |    |    |   |   |       |
| MVP : FB Mark Bright (Temple)                      |    |    |   |   |       |
| Assistance : 33 402                                |    |    |   |   |       |
| Quart-temps                                        | 1  | 2  | 3 | 4 | Total |
| Sun Devils d'Arizona State                         | 21 | 0  | 0 | 7 | 28    |
| Rutgers Scarlet Knights                            | 0  | 14 | 0 | 3 | 17    |

### 1979
La seconde édition se joue le 15 décembre et met en présence d'une part l'équipe de California Golden Bears (qui rejoue un bowl depuis sa dernière apparition au Rose Bowl de 1959) et d'autre part l'équipe de Temple Owls (qui rejoue un bowl depuis sa dernière apparition au Sugar Bowl de 1935). Le pay-out est de 225,000 $ pour chaque équipe. Bien que 55 493 tickets furent vendus, il n'y aura que 40 207 spectateurs qui assisteront au match et ce à cause des températures hivernales très rudes (−29°). Le match est retransmis dans tout le pays par le réseau de télévision Mizlou.
Les Owls emmenés par Head coach Wayne Hardin, affichent un bilan de 9 victoires pour une seule défaite en saison régulière. Les Golden Bears cachés par Roger Theder affichent un bilan de 7 victoires pour 4 défaites en saison régulière.
Les Owls démarrent en force et mènent après le premier quart temps 21 à rien. Les Golden Bears reviennent dans la partie grâce à deux touchdown inscrits sur passes du quart arrière, Rich Campbell, vers Matt Bouza et Joe Rose. Le score à la mi-temps est de 21 à 14. Après un field goal inscrit par Mick Luckhurst très tôt dans le quatrième quart temps, les Golden Bears reviennent à 4 points des Owls. Ces derniers, grâce à un ultime touchdown inscrit par Gerald Lucear sur une passe de son quart arrière Brian Broomell, gagnent finalement le match 28 à 18.
Sur les 381 yards parcourus par les Owls, 300 le furent à la course. Le fullback Mark Bright fut déclaré MVP du match grâce à ses 112 yards gagnés en 19 portées. Le quart-arrière de Californie, Campbell, compléta pour 214 yards à la passe mais son équipe ne gagna que 23 yards à la course. La défense de Temple était emmenée par le Takle sophomore Guy Peters qui enregistra 3 sacks.
La victoire au bowl sera la dixième de l'année pour l'équipe de Temple ce qui constitue à l'époque un record pour cette université. Ils seront classés après les bowls, no 20 aux classements AP et UPI Poll et no 18 au classement Coach Poll. C'était la première fois de son histoire que cette équipe figurait dans ces classements.
| 1979 Garden State Bowl                             |    |    |   |   |       |
| Lieu : Giants Stadium, East Rutherford, New Jersey |    |    |   |   |       |
| Date : 16 décembre 1979                            |    |    |   |   |       |
| Assistance : 55 493                                |    |    |   |   |       |
| MVP : WR John Mistler (Arizona State)              |    |    |   |   |       |
| Quart-temps                                        | 1  | 2  | 3 | 4 | Total |
| Temple Owls                                        | 21 | 0  | 0 | 7 | 28    |
| California Golden Bears                            | 0  | 14 | 0 | 3 | 18    |

### 1980
La troisième édition met en présence l'équipe indépendante de la Navy aux Houston Cougars de la SWC.
L'équipe des Cougars affiche un bilan en saison régulière de 6 victoires pour 5 défaites terminant seconde équipe de sa conférence. Ils avaient perdu contre Arizona State, Miami (FL), Baylor, Texas et Rice. Ils acceptent l'invitation à jouer le bowl le 15 novembre. Il s'agira de leur dixième bowl d'après saison. L'équipe est dirigée par le head coach Bill Yeoman.
L'équipe des Midshipmen  termine la saison régulière sur un bilan de 8 victoires pour 3 défaites (contre Virginia, Air Force et Notre Dame). Ils acceptent l'invitation à jouer le bowl le 15 novembre juste après leur victoire contre Georgia Tech. Il s'agira de leur huitième apparition dans un bowl d'après saison. L'équipe est dirigée par le head coach George Welsh.
Il n'y aura guère de match entre ces équipes, Houston dominant largement la Navy.
Lors du premier drive de la Navy, Houston récupère la balle à la suite d'un fumble adverse. Sur le drive qui s'ensuit les Cougars inscrivent leur premier touchdown à la course par RB Terald Clark. Toujours dans le premier quart-temps, un second touchdown est inscrit pour Houston par Terry Elston (course d'un yard) épilogue d'un drive de 43 yards consécutif à un blocage de punt adverse par Leo Truss. Très tôt dans le second quart-temps, la Navy aura sa meilleure occasion de marquer mais Punter Steve Fehr rate son field goal de 27 yards. Les Cougars augmentent l'écart grâce à deux nouveaux touchdown à la suite de courses de 16 yards par David Barrett et 26 yards par Clark. Les derniers points du match seront inscrits dans le troisième quart-temps grâce au troisième touchdown du RB Clark à la suite d'une course de 2 yards.
Terald Clark est déclaré MVP du match à la suite de ses trois touchdowns et ses 163 yards . Le score final de 35 à 0 reflète la domination constante de Houston.
Houston participera à huit autres bowls après celui-ci mais les perd tous. L'équipe ne gagne à nouveau un bowl qu'en 2008 (Armed Forces Bowl) contre l'Air Force.
| 1980 Garden State Bowl                             |    |    |   |   |       |
| Lieu : Giants Stadium, East Rutherford, New Jersey |    |    |   |   |       |
| Date : 14 décembre 1980                            |    |    |   |   |       |
| Assistance : 41 417                                |    |    |   |   |       |
| MVP : RB Terald Clark (Houston)                    |    |    |   |   |       |
| Quart-temps                                        | 1  | 2  | 3 | 4 | Total |
| Houston Cougars                                    | 14 | 14 | 7 | 0 | 35    |
| Midshipmen de la Navy                              | 0  | 0  | 0 | 0 | 0     |

### 1981
La quatrième et dernière édition met en présence les Tennessee Volunteers representants de la conférence SEC et les Wisconsin Badgers representants de la conférence Big Ten.
Les Volunteers terminent la saison régulière invaincus à la maison mais ne gagnent que 2 matchs sur 6 en déplacement (défaites à Georgia, USC, Alabama et Kentucky). Ils acceptent le 21 novembre l'invitation au bowl après la défaite contre Kentucky. Il s'agit de leur 23e apparition à un bowl.
Les Badgers gagnent 5 de leurs 7 matchs à domicile et 2 de leurs 4 matchs en déplacement pour un bilan en saison régulière de 7 victoires et 4 défaites (défaites à UCLA, Michigan State, Illinois et Iowa). Il s'agit de leur quatrième apparition à un bowl d'après saison et la première à ne pas être au Rose Bowl.
Les trois premiers points sont inscrits par Tennessee après un drive de 74 yards conclu par un field goal de 22 yards de Fuad Reviez.
Sur la possession suivante, Wisconsin inscrit un touchdown par Jess Cole (course de 3 yards) pour mener 7 à 3. Sur la remise en jeu qui s'ensuit, Wilie Gault récupère le ballon pour inscrire un touchdown après une course de 87 yards. Tennessee mène ainsi 10 à 7,. À la fin du premier quart-temps, Reveiz transforme un field goal de 44 yards pour aggraver le score, 13 à 7,. À la suite d'une passe de 43 yards de QB Steve Alatorre réceptionnée, WR Anthony Hancock inscrit un nouveau touchdown pour Tennessee. La conversion du TD à deux points est réussie et donne ainsi un large avantage à Tennessee (21-7),. Le score n'évolue pas en troisième quart-temps.
Dans le dernier quart-temps, les Badgers inscrivent un touchdown par Thaddus McFadden sur passe de 11 yards du QB Randy Wright mais Tennessee fait de même grâce à une course de 6 yards de Steve Alatorre. Le score final est de 28 à 21 en faveur de Tennessee,.
| 1981 Garden State Bowl                                                                           |    |   |   |    |       |
| Lieu : Giants Stadium, East Rutherford, New Jersey                                               |    |   |   |    |       |
| Date : 16 décembre 1981                                                                          |    |   |   |    |       |
| Assistance : 38 782                                                                              |    |   |   |    |       |
| MVP : QB Steve Alatorre (Tennessee), WR Anthony Hancock (Tennessee), QB Randy Wright (Wisconsin) |    |   |   |    |       |
| Quart-temps                                                                                      | 1  | 2 | 3 | 4  | Total |
| Tennessee Volunteers                                                                             | 13 | 8 | 0 | 7  | 28    |
| Wisconsin Badgers                                                                                | 7  | 0 | 0 | 14 | 21    |

## Conséquences
Après la non-reconduction du Garden State Bowl en 1982, la New Jersey Sports and Exposition Authority (instance qui s'occupe de gérer les évènements se déroulant au Giants Stadium), décide d'y organiser un match de football américain universitaire en début de saison régulière plutôt qu'en fin de saison.
Les conditions atmsphériques sont en effet bien meilleures fin aout qu'en janvier. Le Kickoff Classic est créé. Il se déroulera la dernière semaine d'aout ou la première semaine de septembre pendant 20 saisons successives.